# Andreï Sakharov
« Sakharov » redirige ici. Pour les autres significations, voir Sakharov (homonymie).
Andreï Dmitrievitch Sakharov (en russe : Андрей Дмитриевич Сахаров, prononcé : /ɐnˈdrʲej dmʲiˈtrʲɪjevʲɪtɕ ˈsaxərəf/), né à Moscou le 21 mai 1921 et mort dans la même ville le 14 décembre 1989, est un physicien nucléaire soviétique d'origine russe, père de la bombe H soviétique, militant pour les droits de l'homme, les libertés civiles et la réforme dans son pays. Il a obtenu le prix Nobel de la paix en 1975.

## Jeunesse à Moscou
Andreï Dmitrievitch Sakharov naît à Moscou le 21 mai 1921, d'un père russe, professeur de physique, et d'une mère d'origine grecque. Son grand-père était un avocat renommé qui travaillait pour les droits de l'homme en Russie tsariste.
Sa famille vit avec tous ses proches, prodiguant un enseignement aux enfants dans leur grande maison de Nijni Novgorod, au lieu de les envoyer à l'école. Ainsi son père Dmitri Sakharov lui enseigne-t-il personnellement les mathématiques et la physique, et fait des expériences avec lui. Il est ainsi élevé dans cette famille où la physique a déjà pris sa place avec son père auteur de plusieurs ouvrages de vulgarisation. À l'âge de 12 ans, Sakharov entre pour la première fois à l'école.
En 1938, il intègre la faculté de physique de l'université d'État de Moscou, où il obtient son diplôme avec mention dès 1942.
À l'été 1943, il est envoyé au travail comme charpentier à Kovrov. Il y découvre la dure vie des travailleurs et paysans soviétiques en milieu rural.
En septembre 1943, il est envoyé dans une grande usine de munitions du bassin de la Volga, où il travaille comme ingénieur jusqu'en 1945.
Il commence alors son doctorat de physique au département de physique de l'Institut de physique Lebedev. Son professeur est le physicien Igor Tamm, prix Nobel de physique en 1958.

## Père de la bombe H

Comparaison des boules de feu des bombes employées lors de tests d'armes nucléaires, la Tsar Bomba en tête. Andreï Sakharov était contre un tel essai et n'a accepté de concevoir cette bombe (en réduisant sa puissance de 100 mégatonnes) sur la demande de Khrouchtchev que dans la perspective de contribuer à l'obtention d'un moratoire international sur les essais nucléaires par la suite.

Il termine sa thèse de doctorat en 1948 et est intégré à un groupe de recherche dont la tâche est de développer les armes nucléaires sous la direction de Tamm. Le chef des services secrets, Béria, le contraint à délaisser la recherche fondamentale au profit du programme de recherche appliquée, Staline lui ayant confié cet objectif destiné à rattraper le retard sur les Américains : Staline sait du président américain Harry S. Truman que ces derniers détiennent l'arme suprême depuis la conférence de Potsdam et qu'ils ont procédé à des tests.
La première bombe A soviétique, la RDS-1, est testée avec succès en 1949. Elle est conçue par Iouli Khariton. Sakharov confesse dans ses mémoires qu'elle a été conçue avec les moyens du bord, l'Union soviétique ne disposant pas, au sortir de la guerre contre les nazis, de l'infrastructure industrielle engagée par les Américains pour le projet Manhattan. Ces recherches stratégiques sont engagées dans un site militaire secret au périmètre ultra-sécurisé, dans lequel Sakharov va évoluer une vingtaine d'années. Le programme nucléaire bénéficie des informations fournies par les espions recrutés par le NKVD, comme Klaus Fuchs.
Dès 1950, Sakharov et Tamm sont les initiateurs des travaux soviétiques de recherche et de développement commandés sur la réaction thermonucléaire (préparation des isotopes d'hydrogène pour la production d'énergie électrique ou pour la production du combustible pour les réacteurs nucléaires). En 1953, ils inventent la bombe à hydrogène soviétique. Jusqu'en 1962, leurs travaux seront utilisés pour la conception et la réalisation des futures armes nucléaires soviétiques.
En 1960, il travaille dans l'équipe d’Igor Kourtchatov à la conception de la Tsar Bomba, une bombe H de 57 mégatonnes qui est la plus importante bombe ayant explosé, l'équipe l'ayant conçue en quatre mois à la demande de Nikita Khrouchtchev. Son champignon s'élève à 64 km d'altitude dans l'atmosphère, au-dessus du site C de l'île de Nouvelle-Zemble située au-delà du cercle polaire arctique, et l'onde de choc produite fait trois fois le tour du globe terrestre.
Andreï Sakharov développe également les idées de base et teste le premier générateur magnéto-cumulatif à explosif.
En 1962, Andreï Sakharov prend conscience que le complexe militaro-industriel est devenu un pouvoir autonome en URSS et s'en inquiète. Il en a la preuve lorsque deux instituts de recherche atomique veulent faire exploser la même bombe, strictement identique sur le plan technique, pour des raisons liées à la concurrence interne (et non pas l'émulation) et l'attribution des crédits de fonctionnement ; Sakharov a de plus connaissance du discours de fin de mandat du président Eisenhower, prononcé un an auparavant, et avertissant des dangers que peut représenter le complexe militaro-industriel, émergeant dans l'histoire des États-Unis.
Cette prise de conscience est considérée comme l'amorce de la posture critique et humaniste de Sakharov en Union soviétique.

## Travaux en cosmologie
À partir de 1965, Sakharov s'oriente vers la recherche théorique en physique des particules élémentaires, où il s'intéresse notamment au problème de la violation de la symétrie CP, et en cosmologie, où il s'intéresse à des modèles cycliques selon lesquels l'Univers oscille entre des phases de contraction et des phases d'expansion,,,,,,,,,,,,,,,. Ces travaux ont été connus en Occident par la diffusion d'un recueil de ses œuvres scientifiques,.

Illustration du renversement du temps au niveau de la singularité du Big Bang.

Une des motivations clef pour considérer des modèles cycliques vient de ce que, après un certain nombre de cycles, un univers à rayon de courbure quasi nulle émerge,.
Dans ces modèles cosmologiques, il considère trois cas d'états initiaux : un univers plat avec une constante cosmologique légèrement négative, un univers à courbure positive avec une constante cosmologique nulle, et un univers à courbure négative avec une constante cosmologique légèrement négative. Ces deux derniers modèles exhibent un renversement de la flèche du temps, que l'on peut résumer comme suit. Sakharov considère les temps t > 0 après la singularité initiale du Big Bang à l'instant t = 0 (qu'il nomme « singularité de Friedman » et note Φ), mais aussi les temps t < 0 avant cette singularité, en faisant l'hypothèse que l'entropie augmente quand on avance dans le temps avec t > 0, mais aussi quand on recule dans le temps avec t < 0, ce qui constitue un renversement du temps. Il faut noter qu'il n'y a pas d'interaction dynamique entre les régions à t > 0 et à t < 0. Il considère ensuite la possibilité que l'univers à t < 0 soit l'image par la symétrie CPT de l'univers t > 0, mais aussi la possibilité que ce ne soit pas le cas, ce qui implique l'existence d'une charge CPT non nulle à l'instant t = 0. Sakharov considère aussi une variante où le point de renversement du temps ne se situe pas à la singularité de Friedman, mais à un point d'entropie maximal de l'univers.
Il propose ainsi la première théorie des univers jumeaux à flèche du temps opposée (symétrie T). Ses travaux en cosmologie ouvrent un nouveau champ de recherche sur un univers bimétrique à multiple feuillets où le « feuillet-ombre » (shadow world), peuplé d'antimatière, n'interagit pas avec l'univers visible sauf dans des conditions locales d'extrême densité.

## Défenseur des droits de l'homme en URSS

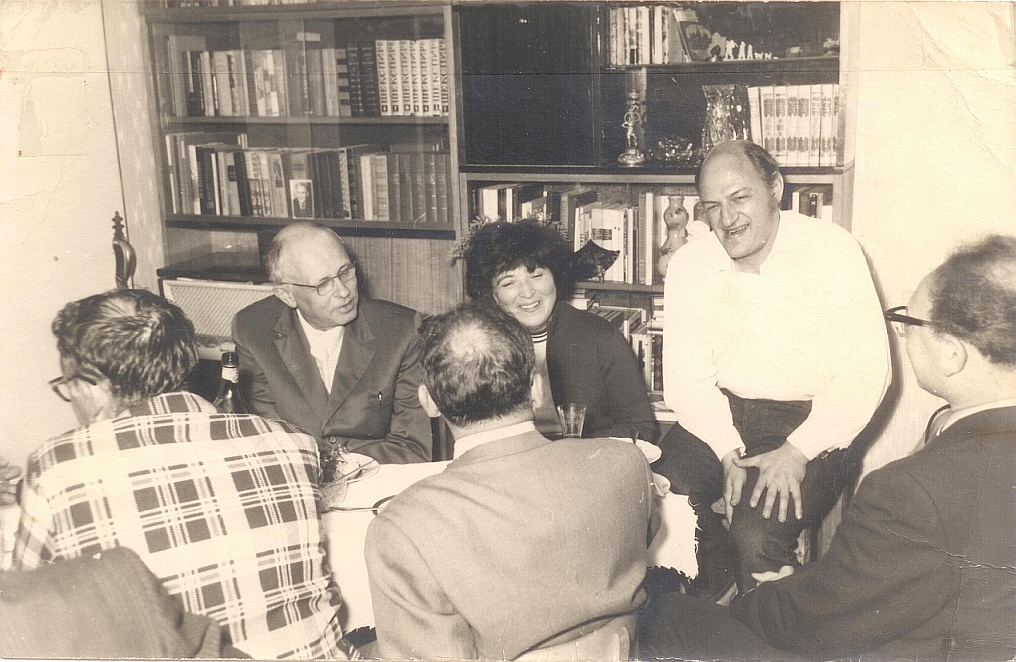
Des refuzniks dont Edward N. Trifonov, et Andrei Sakharov, avant 1976.

Andreï Sakharov s'inquiète des conséquences de ses travaux sur l'avenir de l'humanité et tente de faire prendre conscience du danger de la course aux armements nucléaires. Il obtient un succès partiel à travers la signature du traité sur la non-prolifération des armes nucléaires en 1968.
En 1966, il critique publiquement les mesures prises par Léonid Brejnev contre les dissidents. En 1967, il publie les trois conditions de Sakharov qui permettent de rendre compte de la baryogénèse. En 1968, il écrit Réflexions sur le progrès, la coexistence et la liberté intellectuelle, texte imprimé et diffusé clandestinement (samizdat). Ce texte est publié en Occident.
Il crée également à cette époque un Comité pour la défense des droits de l'homme et la défense des victimes politiques, avec Valery Chalidzé (en) et Andreï Tverdokhlebov (en), et plus tard avec Igor Chafarevitch et Podyapolski. Il épouse alors, en 1972, l'activiste pour la défense des droits de l'homme, Elena Bonner, pédiatre de profession.

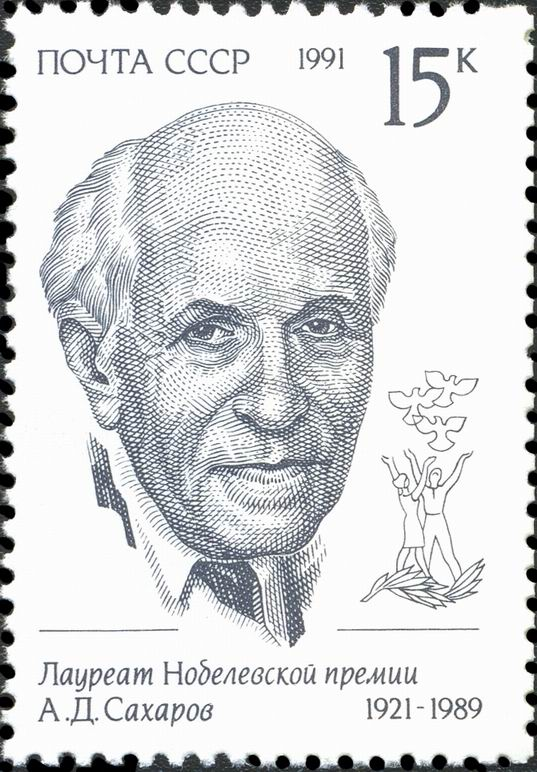
Timbre russe à l'effigie du prix Nobel de la paix, par le designer Yury Artsimenev, 1991.

En 1974, il accorde un entretien à un journaliste canadien. Il est convoqué peu après au tribunal, où un procureur le sermonne sur ses agissements et l'avertit des conséquences de ses prises de position vis-à-vis de l'étranger, compte tenu du contexte international dans lequel est engagée l'Union soviétique. En guise de réponse, Andreï Sakharov organise à Moscou une conférence de presse en invitant les correspondants étrangers et prononce une phrase inédite : il entend avertir le monde des dangers que peut représenter pour lui une « URSS surmilitarisée entre les mains d'une bureaucratie officielle d'État », forme que semble prendre le régime à ce moment.
Ses efforts lui valent le prix Nobel de la paix en 1975. Les autorités lui ayant interdit de quitter le pays pour aller chercher son prix, en lui refusant son visa, c’est son épouse qui lit son discours de cérémonie du prix Nobel, où il évoque l'intelligence extraterrestre. Par deux fois dans sa prise de parole excusant l'absence de son mari lors de la remise du prix, elle évoque « l'étrangeté » des autorités de son pays, privant ses concitoyens de la liberté de traverser les frontières.
Son engagement en faveur des accusés pour opinions politiques devient gênant pour les apparatchiks. Le jour même où Elena Bonner reçoit le prix Nobel pour son mari à Oslo, ce dernier est à Vilnius pour assister dans ses droits Léonide Pliouchtch, mathématicien et biologiste accusé, lors d'un procès qui serait resté à huis clos sans sa présence. Une fois Sakharov arrivé au tribunal, on apprend que la séance est ajournée parce que le juge est malade.
En 1975, Sakharov publie Mon pays et le monde, qui est traduit à l’étranger. Il y dénonce la répression en URSS et une société qui « ignore la justice sociale ». Il décrit la « bureaucratie du Parti » comme une « couche sociale » disposant de nombreux privilèges. Sakharov définit la société soviétique comme une « société de capitalisme d'État », ajoutant que « mille autres que [lui] partagent ce point de vue, à l’étranger comme en URSS — [là], bien sûr, le plus souvent en catimini ».

## Exilé à Gorki

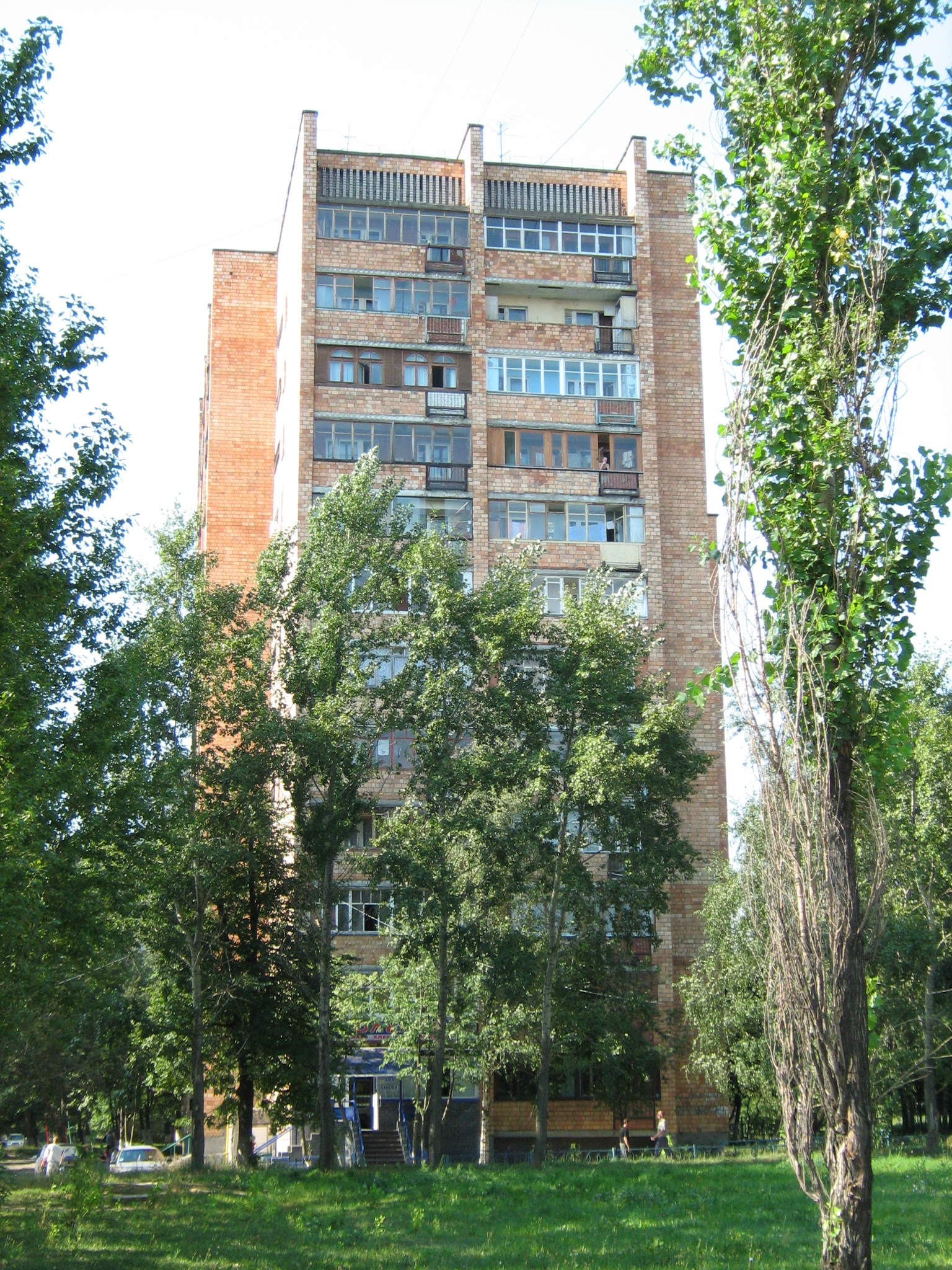
Immeuble du quartier à la périphérie de Scherbinki, à Nijni Novgorod (Gorki), dans lequel Andreï Sakharov et Elena Bonner vécurent leur exil surveillé de 1980 à 1985. Son appartement est devenu aujourd'hui un musée.

À la suite de critiques dirigées contre les autorités de son pays à la fin de 1979, ses privilèges et ses fonctions lui sont retirés ; il est déchu de ses distinctions honorifiques obtenues en tant que père de la bombe H soviétique ; l'URSS s'est engagée alors dans la guerre d'Afghanistan. Il est arrêté à Moscou en pleine rue le 22 janvier 1980 et, sans procès, assigné à résidence dans la ville fermée de Gorki où il est étroitement surveillé par le KGB de 1980 à 1986. Survient alors un vaste mouvement de soutien, en particulier dans les milieux scientifiques internationaux.
Ce type d'exil est un exil interne ; Sakharov est tenu à l'écart des centres de pouvoir du pays, a fortiori des étrangers. La ville de Gorki (elle a retrouvé aujourd'hui son nom ancien de Nijni Novgorod) est située à 400 km à l'est de Moscou dans l'oblast de Nijni Novgorod, non loin du centre ultra-secret où il avait auparavant développé la bombe H des années durant.
Il n'a pas le droit de téléphoner, de recevoir de visites ou de courrier de l'étranger (même pas de sa famille), mais peut recevoir des journaux scientifiques qui lui sont remis de la main à la main. Il est filmé en permanence. Elena Bonner, son épouse, seul lien avec le monde, permet de garder le contact avec sa famille et ses amis par ses voyages réguliers à Moscou, non sans conséquence pour leur santé à tous deux. Elle se charge d'envoyer des télégrammes (de manière clandestine) informant le monde de ses prises de position. Mais après deux infarctus, elle doit cesser cette activité et Sakharov se retrouve tout à fait isolé pendant plusieurs années. Sakharov, malgré son état de santé faible, entreprend, le 2 mai 1984, une grève de la faim pour obtenir qu'on laisse sa femme aller se soigner à l'étranger. Dans ses mémoires, il mentionne que leur appartement à Gorki a fait l'objet à plusieurs reprises de perquisitions et de cambriolages.
Dès le début de sa relégation à Gorki, Sakharov déclare qu'il est « prêt à un procès public et ouvert » et qu'il refuse l'« exil doré », ce qu'il n'obtiendra pas. Il est à noter que le présidium de l'Académie des sciences, tout en condamnant les positions politiques de Sakharov, refusera cependant de l'exclure de ses rangs (par respect scientifique ou par prudence, pour ne pas créer de précédent : même pendant les plus cruelles années de la répression stalinienne, aucun membre de l'Académie des sciences n'a été exclu). Seize intellectuels soviétiques ont le courage de prendre sa défense dans une lettre ouverte. Ils rappellent que :

« Le nom de Sakharov « est synonyme de noblesse, de courage et d'humanité. En tant que savant célèbre, penseur et citoyen du monde, il incarne les meilleures qualités de l'esprit national russe : bonté, sens du sacrifice, partage des souffrances d'autrui, refus du mensonge et de l'arbitraire ». »

### Mémoires
Sakharov entreprend la rédaction de ses mémoires, dont le contenu entre forcément, pour les autorités, dans le domaine du secret d'État, compte tenu de ses travaux d'après-guerre ; ils lui sont dérobés. Il entreprend donc de les réécrire, avec l'aide d'Elena Bonner pour reconstituer le chapitrage des 800 pages de ce manuscrit. On les lui vole une seconde fois en les escamotant de ses mains directement dans sa voiture, après l'utilisation d'un gaz innervant. Tenace, Andreï Sakharov en entreprend une troisième rédaction.

### Grèves de la faim
L'Occident s'inquiète de la disparition, non expliquée par les autorités, de Sakharov. Ce dernier effectue deux grèves de la faim « dures », la deuxième sans que l'information ne filtre, parce que sa femme a été arrêtée et qu'il exige la permission pour elle de se rendre aux États-Unis pour une chirurgie cardiaque. Il est hospitalisé et nourri de force. Le documentaire paru en 2010 et fondé sur des archives déclassifiées indique qu'il a fait l'objet du programme de psychiatrie répressive destiné à briser les dissidents.
Le KGB fait passer à l'ouest une vidéo de désinformation où une infirmière de l'hôpital où Sakharov est traité s'étonne des rumeurs propagées à l'étranger selon lesquelles il aurait fait l'objet de mauvais traitements et s'indigne de ces allégations dans des propos lénifiants en vantant le professionnalisme des interventions dans son établissement.
Il reste à l'hôpital jusqu'en octobre 1985, date à laquelle sa femme est autorisée à se rendre aux États-Unis où elle subit son opération cardiaque, puis retourne à Gorki en juin 1986.

## Esprit libre de laglasnost

Ronald Reagan et Andrei Sakharov dans le bureau ovale, novembre 1988.

La nouvelle politique de glasnost amène le nouveau pouvoir soviétique à décider de la fin de son exil en décembre 1986. L'anecdote concernant l'annonce de la fin de son exil est révélatrice : en pleine nuit, deux agents du KGB sonnent à sa porte, accompagnés de deux employés du téléphone réveillés dans l'urgence, pour installer un poste chez lui. En guise de test de raccordement, l'appareil sonne et c'est Mikhaïl Gorbatchev, à l'autre bout du fil, qui lui annonce qu'il peut revenir à Moscou, et « Bonner » aussi. Andreï Sakharov lui répond qu'il s'agit de son épouse.
Réhabilité, il est élu en 1988 au présidium de l'Académie des sciences. En mars 1989, il est élu à la nouvelle Chambre de l'Union soviétique, le Congrès des députés du peuple.
Ce nouveau cénacle est le lieu d'un affrontement politique entre les partisans d'un conservatisme et les progressistes réclamant des réformes. Les conservateurs tentent de le déstabiliser, en dénonçant ses allégations selon lesquelles des officiers de l'Armée rouge auraient reçu des directives d'achever les soldats russes tombés des hélicoptères de combat en Afghanistan, afin d'éviter leur capture par les moudjahidin. Ces déclarations seraient indignes de la charge d'un député.
Dans sa réponse, Sakharov réplique que cette guerre lancée contre une population voisine, décidée par un système politique sans responsable blâmable, est une honte pour la nation et qu'elle a déjà causé la mort d'un million d'Afghans.
En décembre 1988, Sakharov se rend en Arménie et en Azerbaïdjan pour une mission d'enquête. Il conclut : « Pour l'Azerbaïdjan, la question du Karabakh est une question d'ambition, pour les Arméniens du Karabakh, c'est une question de vie ou de mort ».

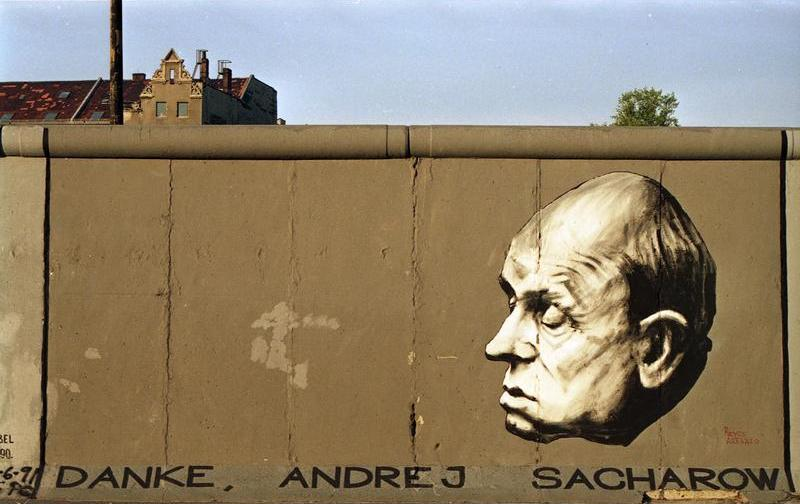
Danke, Andrej Sacharow, graffiti hommage de l'artiste russe Dmitri Vrubel à Andreï Sakharov, sur le mur de Berlin ; photo prise le 25 juillet 1991 ; la constitution de l'URSS n'aura pas survécu plus de deux ans après son départ.
Image : Bundesarchiv.

Une scène extraordinaire a alors lieu au parlement soviétique, peu avant la disparition de Sakharov, qui semble faire trembler le promoteur de la glasnost qu'est Mikhaïl Gorbatchev : il réclame l'abrogation de l'article 6 de la Constitution de l'URSS, sur la base duquel est instauré le régime de parti unique. Gorbatchev répond que cela n'est pas envisageable et qu'il ne saurait pas lui-même comment on peut faire cela. S'ensuit un échange où le maître du Kremlin, effaré, tente d'éteindre la polémique, les sessions du parlement étant retransmises à la télévision nationale.
Peu de temps avant sa mort, Andreï Sakharov fonde l'association Memorial, luttant pour la reconnaissance des camps de travail forcé ou Goulag en Russie et à l'étranger.

### Mort et funérailles

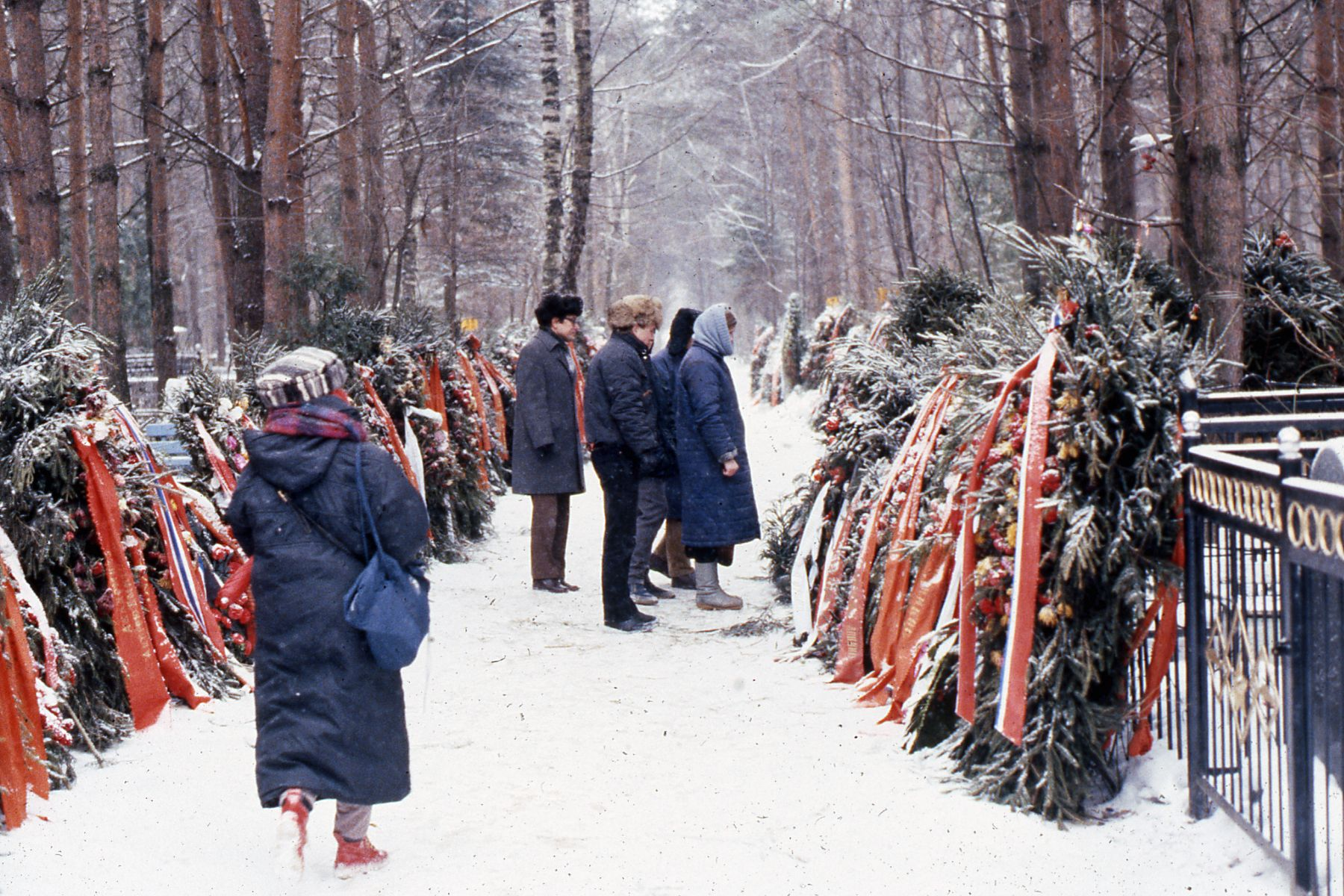
Devant la tombe d'Andrei Sakharov au cimetière Vostryakovskoye à Moscou, janvier 1990.

Il meurt à son bureau à Moscou le 14 décembre 1989. Selon les notes de Yakov Rapoport, un pathologiste présent à l'autopsie, il est fort probable que Sakharov soit décédé d'une arythmie consécutive à une cardiomyopathie dilatée à l'âge de 68 ans. Il est enterré au cimetière Vostriakovo, à Moscou.
Sa popularité était devenue immense, en raison de la liberté d'expression dont il avait pu bénéficier à partir de 1988 et de sa notoriété publique. Il emporte avec lui un projet de constitution pour l'URSS basé sur les droits de l'homme, document qu'il aura rédigé, annoté et révisé jusqu'à ses derniers jours.
Les cortèges accompagnant ses funérailles illustrent non seulement cette popularité mais aussi l'espoir de réformes attendues par la population de l'Union soviétique, touchée par le trublion politique qui, non content d'avoir résisté à la brutalité des méthodes des services secrets, a usé de toute sa liberté d'opinion à compter de son retour d'exil face à la phraséologie de langue de bois des tenants du régime. Andreï Sakharov ne s'est jamais laissé intimider et ses surenchères laissaient apparaître un vif esprit dénué de toute affiliation partisane, singularité en regard de la Nomenklatura que la population de l'URSS ne manqua pas de relever.

## Archives Sakharov
Les archives Andrei Sakharov et le Centre des droits de l'homme, établis à l'université Brandeis en 1993, sont à présent hébergés à l'université Harvard. Les documents de ces archives sont publiés par Yale University Press en 2005 et sont disponibles en ligne,.

## Filmographie
TV 1984 : Sakharov : le personnage y est interprété par Jason Robards.
Сахаров. Две жизни (Sakharov, deux vies) est un film russe de 2021, dans lequel Alexei Usoltsev joue le rôle du physicien meneur du programme atomique militaire soviétique qui prend conscience des problèmes moraux de l'application de ses travaux, puis de l'auteur de Réflexions sur le progrès, la coexistence et la liberté intellectuelle et son engagement pour les droits de l'homme (2e partie, 1966-1989).

## Hommages et distinctions
Andreï Sakharov a reçu de nombreux prix, dont :
- en 1974, le prix mondial Cino-Del-Duca ;
- en 1975, le prix Nobel de la paix ;

et distinctions, dont :
- le titre de héros du travail socialiste ;
- en février 1954, le prix Staline ;
- en 1956, le prix Lénine ;
- en 1985, la médaille Elliott-Cresson décernée par l'institut Franklin[39].

## Postérité

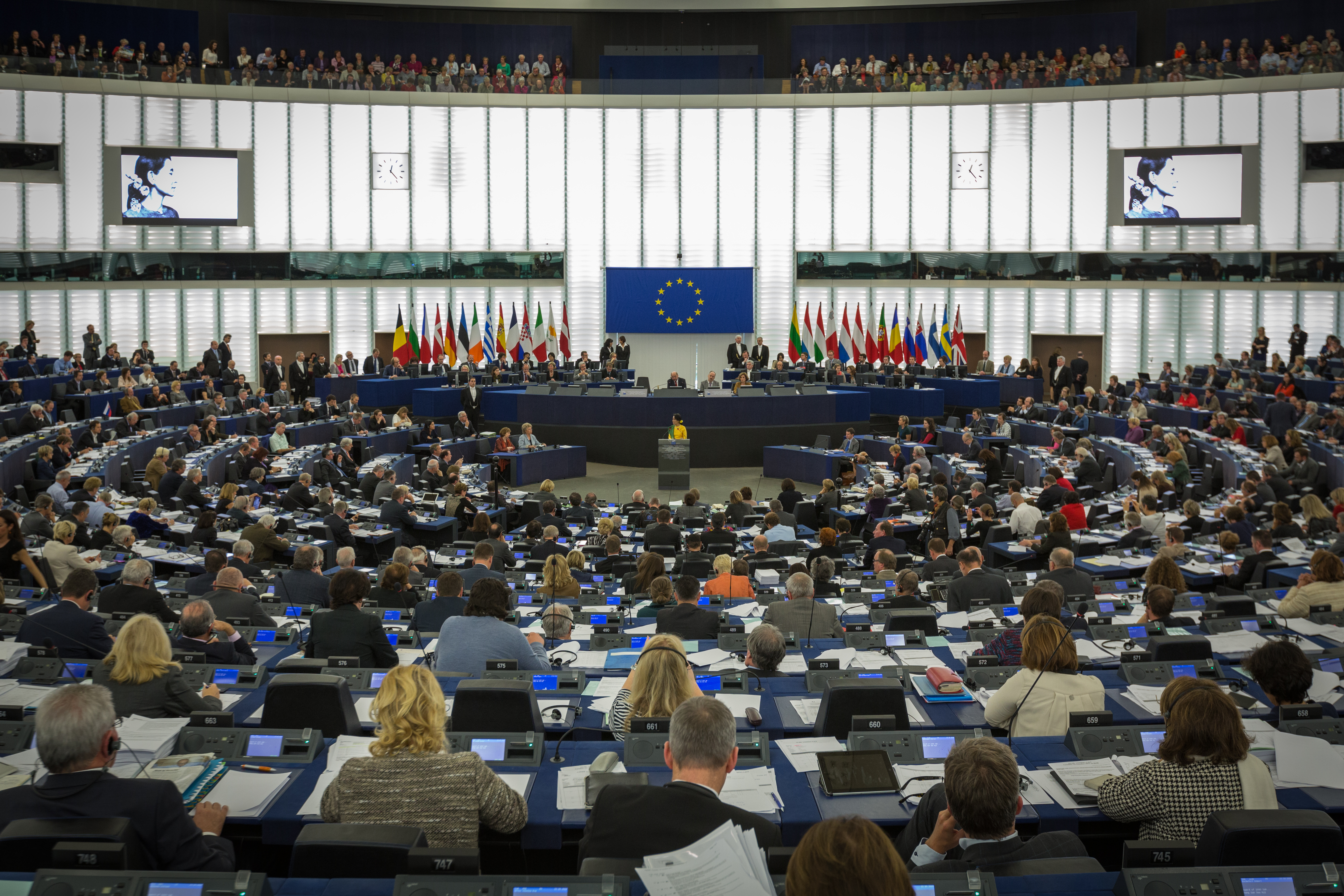
Remise du prix Sakharov à Aung San Suu Kyi par Martin Schulz au Parlement européen à Strasbourg, 22 octobre 2013.

En hommage à son engagement, des prix ou des lieux portent son nom.
- En 1979, un astéroïde, (1979) Sakharov, porte son nom.
- Le prix Sakharov est créé en 1988 par le Parlement européen pour honorer les personnes ou les organisations qui ont consacré leur existence à la défense des droits de l'homme et des libertés. C'est le plus grand hommage aux efforts des droits de l'homme décerné chaque année par l'Union européenne à « ceux qui portent l'esprit du dissident soviétique Andreï Sakharov »[40].
- Le prix Andreï-Sakharov est créé par la Société américaine de physique[41].
- Le prix Andreï-Sakharov pour le courage civique des écrivains est créé en octobre 1990[42].
- En 2004, avec l'approbation de son épouse Elena Bonner, un prix Sakharov annuel du « journalisme en tant qu'acte de conscience » est créé pour les journalistes et les commentateurs en Russie. Financé par l'ancien dissident soviétique Pyotr Vins, le prix est administré par la Glasnost Defence Foundation à Moscou[43].
- À Moscou, un musée, un centre de recherche et une avenue sont nommés d'après Sakharov ; à Saint-Pétersbourg, une place est nommée d'après Sakharov avec un monument à sa mémoire ainsi qu'un parc qui porte son nom ; à Nijni Novgorod, un musée Sakharov est installé dans l'appartement de la grande maison où la famille Sakharov a vécu pendant sept ans[1] ; en 2014, son monument est érigé près de cette maison.
- En Pologne, des rues sont nommées en son honneur à Varsovie , Łódź et Cracovie.
- La rue Andreja Saharova à Riga, en Lettonie, porte son nom.
- L'Andreij-Sacharow-Platz au centre-ville de Nuremberg est nommée en l'honneur de Sakharov.
- En Biélorussie, l'université internationale de l'environnement Sakharov porte son nom.
- Aux États-Unis, la Sakarov Plaza à Washington se trouve à deux pas de la résidence de l'ambassadeur russe aux États-Unis ; à New York, une plaque de rue à l'angle de la Troisième Avenue et de la 67e Rue indique Sakharov-Bonner Corner , en l'honneur de Sakharov et de sa femme, Elena Bonner ; l'endroit se trouve juste à côté de la mission russe (alors soviétique) auprès des Nations unies et a été le théâtre de manifestations antisoviétiques répétées[44] ; l'intersection de Ventura Blvd et Laurel Canyon Blvd à Studio City, Los Angeles, s'appelle Andrei Sakharov Square[45].
- Le quai Andreï Sakharov à Tournai, en Belgique, est nommé en son honneur.
- À Erevan, capitale de l'Arménie, une place porte son nom.
- En Israël, l'échangeur des jardins Sakharov à l'entrée de Jérusalem, ainsi que les rues de Haïfa et Tel-Aviv, portent son nom[46].
- L'écrivain américain Arthur C. Clarke a baptisé « Sakharov » la propulsion du vaisseau Leonov dans son roman 2010 : Odyssée deux.
- Le 31 mars 2012, un Airbus A330-343 (MSN1299) est livré à Aeroflot (VQ-BMX), au nom d'« A. Sakharov ».
- Une rue porte son nom au Havre en France.
- Dans sa chanson « Le Chanteur de l'Occident », le chanteur et journaliste Jean-Pax Méfret lui rend hommage : « Je chante pour Sakharov / et contre les tyrans / qui lancent leurs Antonov / sur le pays afghan »